# Spier (Drenthe)
Spier is een dorp in de gemeente Midden-Drenthe in de Nederlandse provincie Drenthe en is gelegen ten oosten van de autosnelweg A28, bij de kruising met de provinciale weg N855. Ten westen van de A28 ligt het Nationaal Park Dwingelderveld.
De oudste vermelding van de plaats dateert uit 1212 of 1213 als Spehoerne. In 1550 werd het zowel vermeld als Spyrhoren als Spyer. In de 17e eeuw was er sprake van vijftien boerderijen, die toen een leefgemeenschap vormden.
Het aantal inwoners in 1840 bedroeg 131; in 2023 is dit 385.